# 1973年の野球
1973年の野球（1973ねんのやきゅう）では、1973年の野球界における動向をまとめる。

## 競技結果

### 日本プロ野球

#### ペナントレース

##### セ・リーグ
| 順位 | 球団             | 勝 | 敗 | 分 | 勝率 | 差   |
| 1位  | 読売ジャイアンツ | 66 | 60 | 4  | .524 | 優勝 |
| 2位  | 阪神タイガース   | 64 | 59 | 7  | .520 | 0.5  |
| 3位  | 中日ドラゴンズ   | 64 | 61 | 5  | .512 | 1.5  |
| 4位  | ヤクルトアトムズ | 62 | 65 | 3  | .488 | 4.5  |
| 5位  | 大洋ホエールズ   | 60 | 64 | 6  | .484 | 5.0  |
| 6位  | 広島東洋カープ   | 60 | 67 | 3  | .472 | 6.5  |

##### パ・リーグ
- 本年度より、パ・リーグは年間130試合（26回総当たりホーム・アンド・アウェー）を65試合ずつ（13回総当たり）の前後期2シーズン制を採用。異なるチームがステージ優勝した場合は、その2チームがプレーオフ（年度決勝戦）に進出して5戦3勝制を行う。同一チームが前後期完全制覇である場合はプレーオフなしでそのチームの年間優勝とした。

| 順位 | 球団                   | 勝 | 敗 | 分 | 勝率 | 差   |
| 1位  | 南海ホークス           | 38 | 26 | 1  | .594 | 優勝 |
| 2位  | ロッテオリオンズ       | 35 | 27 | 3  | .565 | 2.0  |
| 3位  | 阪急ブレーブス         | 34 | 29 | 2  | .540 | 3.5  |
| 4位  | 太平洋クラブライオンズ | 32 | 30 | 3  | .516 | 5.0  |
| 5位  | 日拓ホームフライヤーズ | 25 | 37 | 3  | .403 | 12.0 |
| 6位  | 近鉄バファローズ       | 23 | 38 | 4  | .377 | 13.5 |

| 順位 | 球団                   | 勝 | 敗 | 分 | 勝率 | 差   |
| 1位  | 阪急ブレーブス         | 43 | 19 | 3  | .694 | 優勝 |
| 2位  | ロッテオリオンズ       | 35 | 22 | 8  | .614 | 5.5  |
| 3位  | 南海ホークス           | 30 | 32 | 3  | .484 | 13.0 |
| 3位  | 日拓ホームフライヤーズ | 30 | 32 | 3  | .484 | 13.0 |
| 5位  | 太平洋クラブライオンズ | 27 | 34 | 4  | .443 | 15.5 |
| 6位  | 近鉄バファローズ       | 19 | 45 | 1  | .297 | 25.0 |

| 順位 | 球団                   | 勝 | 敗 | 分 | 勝率 | 差   |
| 1位  | 南海ホークス           | 68 | 58 | 4  | .540 | 優勝 |
| 2位  | 阪急ブレーブス         | 77 | 48 | 5  | .616 | -9.5 |
| 3位  | ロッテオリオンズ       | 70 | 49 | 11 | .588 | -5.5 |
| 4位  | 太平洋クラブライオンズ | 59 | 64 | 7  | .480 | 7.5  |
| 5位  | 日拓ホームフライヤーズ | 55 | 69 | 6  | .444 | 12.0 |
| 6位  | 近鉄バファローズ       | 42 | 83 | 5  | .336 | 25.5 |

*優勝はプレーオフで決定。3位以下はプレーオフの結果に関係なく勝率順で決定

#### パシフィック・リーグプレーオフ
| 日付                   | 試合  | ビジター球団（先攻） | スコア   | ホーム球団（後攻） | 開催球場     |
| 10月19日（金）         | 第1戦 | 阪急ブレーブス       | 2 - 4    | 南海ホークス       | 大阪球場     |
| 10月20日（土）         | 第2戦 | 阪急ブレーブス       | 9 - 7    | 南海ホークス       | 大阪球場     |
| 10月21日（日）         | 第3戦 | 雨天中止             | 雨天中止 | 雨天中止           | 阪急西宮球場 |
| 10月22日（月）         | 第3戦 | 南海ホークス         | 6 - 3    | 阪急ブレーブス     | 阪急西宮球場 |
| 10月23日（火）         | 第4戦 | 南海ホークス         | 1 - 13   | 阪急ブレーブス     | 阪急西宮球場 |
| 10月24日（水）         | 第5戦 | 南海ホークス         | 2 - 1    | 阪急ブレーブス     | 阪急西宮球場 |
| 年間優勝：南海ホークス |       |                      |          |                    |              |

#### 日本シリーズ
| 日付                                    | 試合   | ビジター球団（先攻） | スコア | ホーム球団（後攻） | 開催球場   |
| --------------------------------------- | ------ | -------------------- | ------ | ------------------ | ---------- |
| 10月27日（土）                          | 第1戦  | 読売ジャイアンツ     | 3 - 4  | 南海ホークス       | 大阪球場   |
| 10月28日（日）                          | 第2戦  | 読売ジャイアンツ     | 3 - 2  | 南海ホークス       | 大阪球場   |
| 10月29日（月）                          | 移動日 | 移動日               | 移動日 | 移動日             | 移動日     |
| 10月30日（火）                          | 第3戦  | 南海ホークス         | 2 - 8  | 読売ジャイアンツ   | 後楽園球場 |
| 10月31日（水）                          | 第4戦  | 南海ホークス         | 2 - 6  | 読売ジャイアンツ   | 後楽園球場 |
| 11月1日（木）                           | 第5戦  | 南海ホークス         | 1 - 5  | 読売ジャイアンツ   | 後楽園球場 |
| 優勝：読売ジャイアンツ（9年連続17回目） |        |                      |        |                    |            |

#### 個人タイトル
|                               | セントラル・リーグ | セントラル・リーグ | セントラル・リーグ | パシフィック・リーグ | パシフィック・リーグ | パシフィック・リーグ |
| タイトル                      | 選手               | 球団               | 成績               | 選手                 | 球団                 | 成績                 |
| ----------------------------- | ------------------ | ------------------ | ------------------ | -------------------- | -------------------- | -------------------- |
| 最優秀選手                    | 王貞治             | 巨人               |                    | 野村克也             | 南海                 |                      |
| 最優秀新人                    | 該当者なし         | 該当者なし         | 該当者なし         | 新美敏               | 日拓                 |                      |
| 最優秀投手                    | 高橋一三           | 巨人               |                    |                      |                      |                      |
| 沢村栄治賞                    | 高橋一三           | 巨人               |                    |                      |                      |                      |
| 首位打者                      | 王貞治             | 巨人               | .355               | 加藤秀司             | 阪急                 | .337                 |
| 最多本塁打                    | 王貞治             | 巨人               | 51本               | 長池徳二             | 阪急                 | 43本                 |
| 最多打点                      | 王貞治             | 巨人               | 114打点            | 長池徳二             | 阪急                 | 109打点              |
| 最多盗塁                      | 高木守道           | 中日               | 28盗塁             | 福本豊               | 阪急                 | 95盗塁               |
| 最多安打                      | 王貞治             | 巨人               | 152安打            | 福本豊               | 阪急                 | 152安打              |
| 最多出塁数(セ) 最高出塁率(パ) | 王貞治             | 巨人               | 280出塁            | 張本勲               | 日拓                 | .448                 |
| 最優秀防御率                  | 安田猛             | ヤクルト           | 2.02               | 米田哲也             | 阪急                 | 2.47                 |
| 最多勝利                      | 江夏豊             | 阪神               | 24勝               | 成田文男             | ロッテ               | 21勝                 |
| 最多奪三振                    | 高橋一三           | 巨人               | 238奪三振          | 成田文男             | ロッテ               | 178奪三振            |
| 最高勝率                      | 倉田誠             | 巨人               | .667               | 八木沢荘六           | ロッテ               | .875                 |

#### ベストナイン
|          | セントラル・リーグ | セントラル・リーグ | パシフィック・リーグ | パシフィック・リーグ |
| 守備位置 | 選手               | 球団               | 選手                 | 球団                 |
| -------- | ------------------ | ------------------ | -------------------- | -------------------- |
| 投手     | 高橋一三           | 巨人               | 成田文男             | ロッテ               |
| 捕手     | 田淵幸一           | 阪神               | 野村克也             | 南海                 |
| 一塁手   | 王貞治             | 巨人               | 加藤秀司             | 阪急                 |
| 二塁手   | J.シピン           | 大洋               | 桜井輝秀             | 南海                 |
| 三塁手   | 長嶋茂雄           | 巨人               | 有藤通世             | ロッテ               |
| 遊撃手   | 藤田平             | 阪神               | 大橋穣               | 阪急                 |
| 外野手   | 若松勉             | ヤクルト           | 長池徳二             | 阪急                 |
| 外野手   | 柴田勲             | 巨人               | 張本勲               | 日拓                 |
| 外野手   | 江尻亮             | 大洋               | 福本豊               | 阪急                 |

#### ダイヤモンドグラブ賞
|          | セントラル・リーグ  | セントラル・リーグ | パシフィック・リーグ | パシフィック・リーグ |
| 守備位置 | 選手                | 球団               | 選手                 | 球団                 |
| -------- | ------------------- | ------------------ | -------------------- | -------------------- |
| 投手     | 堀内恒夫            | 巨人               | 成田文男             | ロッテ               |
| 捕手     | 田淵幸一            | 阪神               | 野村克也             | 南海                 |
| 一塁手   | 王貞治              | 巨人               | C.ジョーンズ         | 南海                 |
| 二塁手   | J.シピン            | 大洋               | 桜井輝秀             | 南海                 |
| 三塁手   | 長嶋茂雄 C.ボイヤー | 巨人 大洋          | 有藤通世             | ロッテ               |
| 遊撃手   | 藤田平              | 阪神               | 大橋穣               | 阪急                 |
| 外野手   | 高田繁              | 巨人               | 福本豊               | 阪急                 |
| 外野手   | 山本浩司            | 広島               | 島野育夫             | 南海                 |
| 外野手   | 柴田勲              | 巨人               | 弘田澄男             | ロッテ               |

### 高校野球
- 第45回選抜高等学校野球大会優勝：横浜（神奈川県）
- 第55回全国高等学校野球選手権大会優勝：広島商（広島県）

### 大学野球
- 第22回全日本大学野球選手権大会優勝：中央大
- 第4回明治神宮野球大会優勝：駒澤大

- 東京六大学野球連盟優勝 春：早稲田大、秋：明治大
- 東都大学野球連盟優勝 春：中央大、秋：駒澤大
- 関西大学野球連合優勝 春：同志社大、秋：同志社大

### 社会人野球
- 第44回都市対抗野球大会優勝：日本鋼管
- 第23回日本産業対抗野球大会優勝：エアロマスター

### メジャーリーグ
- ワールドシリーズ
オークランド・アスレチックス（ア・リーグ） （4勝3敗） ニューヨーク・メッツ （ナ・リーグ）

## できごと

### 1月
- 1月11日 - 大洋の近藤和彦と近鉄の宮原秀明の交換トレードが成立したと大洋、近鉄の両球団が正式に発表。近藤はこの時大洋の二軍コーチであったが、近鉄からの現役選手としてのトレードの申し入れを受諾した[3]。
- 1月11日 - 【MLB】メジャー・リーグの合同会議がシカゴにて開かれ、アメリカン・リーグは指名打者制を中心今年から3年間、試験的に実施することを決定した[4]。
- 1月16日 - 日拓ホーム株式会社が東映フライヤーズを買収し正式に調印したと、午後4時半より銀座の銀座東急ホテルでの共同記者会見にて発表、チーム名は「日拓ホームフライヤーズ」となる[5]。
- 1月23日 - 巨人と日拓は午後7時、巨人の渡辺秀武・小坂敏彦と日拓の高橋善正のトレードが成立したと発表[6]。

### 2月
- 2月2日 - ボルチモア・オリオールズは、ドン・ビュフォードが太平洋クラブ・ライオンズと2年契約を結んだと発表[7]。
- 2月7日 - 東京のパレス・ホテルで午前11時から開かれたプロ野球実行委員会、午後2時から開かれたオーナー会議で日拓ホーム・フライヤーズの加入を承認[8]。
- 2月24日 - ヤクルトは、ヤクルト・アトムズ後援会会長で東北弁護士連合会会長の佐藤邦雄が球団社長に就任したと発表。これまではオーナーの松園尚巳が球団社長も兼任していた[9]。
- 2月26日 - 近鉄は午後、日生球場内球団事務所にて記者会見し、大阪市藤井寺市の藤井寺球場を約六億円で改装工事を行い、今季の後期日シーズンより本拠地球場として使用を開始すると発表[10]。

### 3月
- 3月2日 - 島原球場での太平洋クラブライオンズ対広島東洋カープのオープン戦において、日本プロ野球史上初の指名打者制が試行される[11]。
- 3月22日 - 巨人の湯口敏彦が入院先の新宿区弁天町の清和病院にて、午後5時頃急死。死因は心臓麻痺[12]。

### 4月
- 4月6日 - 第45回選抜高校野球大会の決勝戦が午後1時から甲子園球場にて行われ、横浜高校が広島商業を延長11回3-1で破って優勝を決める[13]。
- 4月14日 - プロ野球のペナント・レースがセ・パ同時に開幕[14]。
- 4月17日 - 巨人の長嶋茂雄が広島球場での対広島1回戦にて、2回表に二塁打を放ちプロ通算4000塁打を達成[15][16]。
- 4月20日 - ロッテの山崎裕之が後楽園球場での対阪急1回戦の4回裏に1号本塁打を放ち、プロ通算100本塁打を達成[17]。
- 4月22日
  - 日拓の張本勲は日生球場での対近鉄1回戦にて3安打を放ち3500塁打を達成。
  - 近鉄の土井正博は日生球場での対日拓1回戦の2回裏に3号満塁本塁打を放ち、プロ通算250本塁打を達成。
- 4月26日 - 阪神の田淵幸一は後楽園球場での対巨人3回戦で六回表に3号本塁打、8回表に4号2点本塁打、九回表に5号3点本塁打を打ち、プロ通算100本塁打を達成[18]。
- 4月27日 - 県営宮城球場は午前10時半、28日、29日に開催予定だった大洋対広島戦の3試合の中止を決定。この日の朝に広島から仙台へ飛行機にて移動予定だった広島が、搭乗を予定していた全日空の便がストライキのために移動が不可能になったため[19]。
- 4月29日 - ロッテが川崎球場での対南海ダブルヘッダー第一試合の2回戦に4-3、第二試合の3回戦に5-0と勝利し、10連勝を記録[20]。

### 5月
- 5月3日 - 川崎球場で行われたロッテ対太平洋3回戦で、四回裏にロッテが7点を取ると、以後太平洋のファンがグランドからビン、球場の椅子を壊して投げつけるなど試合進行を妨げる騒動が起きる[21]。この試合でロッテのジョージ・アルトマンは4回裏に5号3点本塁打を放ち、プロ野球通算150本塁打を達成[22]。
- 5月6日 - 巨人の高橋一三が後楽園球場での対中日6回戦の七回表に井上弘昭から三振を奪い、プロ通算1000奪三振を達成[23]。
- 5月10日 - 阪神の田淵幸一が甲子園球場での対巨人5回戦の1回裏に12号3点本塁打を打ち、前日9日の対巨人4回戦での死球を挟んでの3連続と併せ、4連続本塁打のプロ野球タイ記録となる[24]。
- 5月13日 - 阪神の権藤正利が新潟での対大洋3回戦の8回から救援登板し、プロ通算700試合登板を達成[25]。
- 5月18日 - パ・リーグは太平洋対近鉄7回戦、阪急対ロッテ7回戦の2試合が行われ、パ・リーグ通算1万試合を達成[26]。
- 5月20日 - 太平洋の基満男が平和台球場の対近鉄ダブルヘッダー第1試合に9号本塁打を打ち、日本プロ野球通算3万号本塁打を記録。ただし当時は、同試合で太平洋の梅田邦三の1号本塁打が3万号とされ、後に記録の見直しによって修正されている[27]。
- 5月22日 - 仙台市の宮城球場にてロッテ対近鉄8回戦が午後6時半から行われ、東北地方で初のナイター開催となる[28]。試合は13-0でロッテの勝利。
- 5月23日 - 近鉄の土井正博が宮城球場での対ロッテダブルヘッダー第1試合の9回戦の三回表に安打を打ち、プロ通算1500本安打を達成[29]。
- 5月23日 - 中日球場を運営する「株式会社中日スタヂアム」社長の平岩治郎が入水自殺。三重県志摩郡浜島町の波打ち際に水死体が浮いているのが発見され、三重県警鳥羽署の調べで遺体は平岩であると確認。平岩は同町の旅館に宿泊しており、関連会社の経営不振を理由に自殺するという内容の遺書が見つかる（→中日スタヂアム事件）[30]。
- 5月25日 - 中日スタヂアムが事実上の倒産を発表[31]。
- 5月26日 - 大洋の江藤慎一が川崎球場での対巨人7回戦にて4回裏に安打を放ち、3000塁打を達成[32]。
- 5月31日 - 中日ドラゴンズの球団社長の小山武夫が名古屋市内の球団事務所で記者会見し、中日球場での試合開催に関する業務一切を肩代わりし、自主運営すると発表[33]。

### 6月
- 6月1日
  - 平和台球場での太平洋対ロッテ4回戦が行われロッテが太平洋に5-2で勝利し、敗戦に怒った太平洋のファンがグランドへ投石して大暴れするなど騒乱状態に陥り、ロッテナインが試合終了後約一時間半球場内に立ち往生し、機動隊の警備車で脱出するトラブルに見舞われる[34]。
  - 大洋の坂井勝二が後楽園球場での対巨人9回戦に先発し、プロ通算500試合登板を達成[35]。
- 6月2日
  - 西宮球場での阪急が対南海ダブルヘッダー第1試合の延長11回裏に佐藤道郎が長池徳二にサヨナラ本塁打を打たれ8対7でサヨナラ負け。佐藤は3試合連続でサヨナラ本塁打を打たれている[36]。
  - 太平洋の三浦清弘が平和台球場での対ロッテダブルヘッダー第2試合の6回戦に先発し、プロ通算500試合登板を達成[37]。
  - 阪急の山口富士雄と大洋の竹村一義の交換トレードが成立したと阪急、大洋の両球団が正式に発表[38]。
- 6月15日 - ヤクルトはアトランタ・ブレーブスよりジョー・ペピトーンを獲得したと発表[39]。
- 6月16日 - 日拓の高橋直樹が後楽園球場での対近鉄ダブルヘッダー第二試合の9回戦に先発し、ノーヒットノーランを達成[40]。
- 6月17日 - 巨人の土井正三が広島球場での対広島10回戦の6回表に代打として出場し、プロ通算1000試合出場を達成[41]。
- 6月23日 - 日拓の大杉勝男が西宮球場での対阪急11回戦に出場し、プロ通算1000試合出場を達成[42]。
- 6月28日 - ロッテの佐藤政夫・奥田直也と中日の土屋紘・水谷則博の交換トレードが成立したとロッテ、中日の両球団が発表[43]。

### 7月
- 7月4日 - 阪急の福本豊が対太平洋13回戦の9回表に盗塁を決め、プロ通算300盗塁を達成[44][45]。
- 7月8日
  - 南海は平和台球場での対太平洋13回戦に4-1で勝ち前期日程を終了。パ・リーグ前期の優勝はロッテの残り3試合の結果次第となる[46]。
  - 巨人の黒江透修が中日球場での対中日14回戦に先発出場し、プロ通算1000試合出場を達成[47]。
- 7月11日 - 神宮球場にてロッテオリオンズ対日拓ホームフライヤーズ12回戦が行われ、ロッテが日拓に8-9で敗戦し、南海ホークスの前期優勝が決定[48][49]。この試合でロッテの弘田澄男がサイクル安打を達成[50]。
- 7月13日
  - 日拓は午後球団事務所にて後期の首脳陣を発表し、監督の田宮謙次郎を更迭し、後任に二軍監督の土橋正幸が就任、ヘッドコーチ兼任打撃コーチに張本勲が選手兼任で就任すると発表[51][52]。
  - 巨人は一軍投手コーチの藤田元司が二軍投手コーチに、二軍監督の中尾碩志と二軍投手コーチの木戸美摸を一軍投手コーチとすることを決定[53]。
- 7月16日
  - 巨人の長嶋茂雄が後楽園球場での対中日17回戦に出場しプロ通算2000試合出場を達成[54][55]。
  - ヤクルトは荒川博がコーチにとして入団すると発表[56]。
- 7月19日 - 近鉄は前ヤクルトのデーブ・ロバーツの入団を発表[57]。

### 8月
- 8月2日 - 日拓の大杉勝男が西宮球場での対阪急後期3回戦の1回表に米田哲也から2点本塁打を放ち、プロ通算1000安打を達成。史上83人目[58]。
- 8月3日 - 南海の野村克也が大阪球場での対太平洋後期1回戦の二回裏に三輪悟から左中間に二塁打を放ってプロ通算2352本目を記録、川上哲治の持つプロ通算最多安打2351本の記録を更新[59]。
- 8月9日 - 日拓の大杉勝男が大阪球場での対南海後期3回戦の八回表に19号3点本塁打を放ち、プロ通算250号本塁打を達成[60]。
- 8月10日 - 巨人の王貞治が後楽園球場での対中日18回戦で30号本塁打を放ち、12年連続30本塁打を達成[61]。
- 8月14日 - 後楽園球場での巨人対ヤクルト16回戦で、巨人の王貞治が5打席連続で四球[62]。ヤクルトの先発・松岡弘はこの試合で王への5四球を含め1試合10四球のセ・リーグタイ記録[63]。
- 8月22日 - 第55回全国高校野球選手権大会の決勝戦が午後1時より甲子園球場にて行われ、広島商業が静岡高校に3-2でサヨナラ勝ちし、1956年（第39回）以来16年ぶり5度目の全国制覇[64]。
- 8月26日
  - 巨人の長嶋茂雄が神宮球場での対ヤクルト19回戦の6回表に安田猛から安打を放ち、自身と榎本喜八の持つ15年連続100安打を抜く16年連続年間100安打のプロ野球新記録を達成[65][66]。
  - セ・リーグは首位・阪神から最下位・大洋までのゲーム差が3となる混戦となる[67]。
- 8月29日 - 中日の高木守道が甲子園球場での対阪神15回戦に出場し、プロ通算1500試合出場を達成[68]。
- 8月30日 - 阪神の江夏豊が甲子園での対中日20回戦に先発して延長11回を投げ、プロ野球史上初めて延長戦でのノーヒットノーランを達成。また11回裏に決勝打となる2号サヨナラ本塁打を打つ[69][70]。

### 9月
- 9月4日 - 中日スタジアムの第一回債権者会議が名古屋地裁にて開かれ、来季も中日ドラゴンズの同球場での使用が認められる[71]。
- 9月7日 - 大洋の坂井勝二が川崎球場での対巨人21回戦に先発して6勝目を挙げ、プロ通算150勝を達成[72]。
- 9月8日 - 巨人の長島茂雄が川崎球場での対大洋22回戦の四回表に二塁打を打ち、プロ通算400二塁打を達成[73]。
- 9月9日 - ヤクルトの安田猛が甲子園球場での対阪神25回戦の九回裏無死二塁の場面で田淵幸一を敬遠し、連続無四死球の記録が81で止まる[74][75]。
- 9月12日 - 南海の野村克也が大阪球場での対日拓後期8回戦の一回裏に安打を打ち、プロ野球史上初の4500塁打を達成[76]。
- 9月14日 - 阪急の長池徳士が平和台球場での対太平洋後期10回戦の一回表に36号本塁打を打ち、プロ通算250号本塁打を達成[77]。
- 9月16日 - 日拓の張本勲が日生球場での対近鉄ダブルヘッダー第2試合の後期10回戦の五回表に敬遠四球で、プロ通算1000四死球を達成[78]。
- 9月19日 - 巨人の王貞治が甲子園球場での対阪神22回戦の一回表に45号3点本塁打を打ち、プロ通算4000塁打を達成。この本塁打で4002塁打[79]。
- 9月27日　- 近鉄は監督の岩本尭が休養し、一軍コーチの島田光二が監督代理に就任した発表。近鉄はこの日まで12勝35敗とパ・リーグ後期最下位だった[80]。
- 9月27日 - 【MLB】カリフォルニア・エンゼルスのノーラン・ライアンがアナハイムでのミネソタ・ツインズ戦にて16奪三振を記録して今季383個目の奪三振となり、65年にロサンゼルス・ドジャースのサンディー・コーファックスが記録した年間最多奪三振のメジャー記録382を更新[81]。
- 9月29日 - 巨人の高橋一三が後楽園球場での対大洋24回戦に先発し6回3失点で21勝目を挙げ、プロ通算100勝を達成[82]。

### 10月
- 10月3日 - 藤井寺球場におけるナイター設備建設中止訴訟において、大阪地方裁判所は工事続行を禁止。
- 10月5日 - 平和台球場で太平洋対ロッテの後期11回試合が行われ、ロッテが太平洋に1－4で敗戦し、阪急の後期優勝が決定[83]。
- 10月6日 - 日拓の大杉勝男が後楽園球場での対南海後期10回戦の六回裏に32号本塁打を打ち、パ・リーグタイ記録の5試合連続本塁打[84]。
- 10月7日 - 太平洋の三浦清弘が平和台球場での対近鉄13回戦の八回表に岩木康郎から三振を奪い、プロ通算1000奪三振を達成[85]。
- 10月9日 - 日拓の大杉勝男が日生球場での対近鉄11回戦の十回表に33号本塁打を打ち、パ・リーグ新記録となる6試合連続本塁打を達成[86]。
- 10月10日
  - ロッテの八木沢荘六が県営宮城球場での対太平洋ダブルヘッダー第一試合の後期12回戦に先発し、完全試合を達成[87]。
  - 阪神の藤田平が後楽園球場での対巨人24回戦の八回表に安打を打ち、プロ通算1000安打を達成[88]。
  - 大洋の伊藤勲が中日球場での対中日21回戦の八回表に11号本塁打を打ち、プロ通算100号本塁打を達成[89]。
- 10月11日 - 後楽園球場での巨人対阪神の25回戦の試合で、巨人の長嶋茂雄が2回表に阪神の後藤和昭の打球を右手薬指に当てて負傷し退場。港区・慈恵医大病院で診断の結果、右第四指末節開放性骨折で全治4週間と判明。今シーズンの残り試合の出場が絶望に[90]。
- 10月17日 - パ・リーグのオーナー懇談会が大阪市内の新阪急ホテルにて午後4時30分から開かれ、日拓のオーナーの西村昭孝が「16日にロッテの重光社長と会い、ロッテと日拓が合併することで合意した」と発言。また、ロッテのオーナーの重光武雄（オーナー懇談会には欠席）も夜、「一リーグ制になることを前提に、合併に踏み切った」と認める[91]。
- 10月18日 - ロッテのオーナーの重光武雄は午後、ロッテ製菓本社にて記者会見し、前日17日の「一リーグ制を前提に日拓と合併する」と表明した件について「調印するところまでは、とてもいっていない」、「手続きには制約があるようだし」「西村オーナーも私も、この件を簡単に考えすぎたようだ」と語り、合併に消極的な姿勢を見せた[92]。
- 10月20日 - 阪神が中日球場での対中日26回戦で2対4と敗戦。これにより、10月21日の甲子園球場での阪神対巨人26回戦は、阪神、巨人ともにシーズン最終戦で、勝ったチームがリーグ優勝という決戦となる[93]。
- 10月22日
  - 勝った方がリーグ優勝となる甲子園球場で阪神対巨人26回戦は巨人が阪神を9対0で下し、9年連続セ・リーグ優勝を達成（スコアはs:1973年セ・リーグの最終決戦参照）[94][95]。試合後阪神ファンが巨人ベンチになだれ込み王貞治ら巨人ナイン数人が負傷した。このような状況下で優勝チーム恒例の胴上げはグランドでは行われず、宿舎で行われた。
  - ヤクルトアトムズの監督の三原脩とヘッドコーチの中西太が大洋対ヤクルトの試合後に記者会見し、今シーズン限りで退団することを発表[96]。
- 10月23日 - 沢村賞の選考が東京・有楽町の交通大飯店にて正午から行われ、巨人の高橋一三を選出[97]。
- 10月24日
  - パ・リーグのプレーオフの5回戦が行われ、前期優勝の南海が後期優勝の阪急を2-1で下し、7年ぶりのリーグ優勝[98][99]。
  - ロッテ、日拓以外のパ・リーグ4球団のオーナーが大阪・堂島のクラブ関西にてパ・リーグの今後の運営方針について協議し、来シーズンも現行の六球団制でセ・リーグとともに二リーグ制を維持することを確認[100]。
  - 大洋ホエールズの小山正明が球団に対し引退届を提出し、受理される[101]。
- 10月26日 - 阪急の監督の西本幸雄が大阪市北区の阪急電鉄本社にオーナーの森薫を訪ね、「潮時なので監督を辞任したい」と申し出て、了承される[102]。
- 10月29日 - 阪急は大阪市北区の新阪急ホテルにて、監督を辞任した西本幸雄の後任にヘッドコーチの上田利治が就任したと正式に発表[103]。

### 11月
- 11月1日 - 巨人対南海の日本シリーズ第5戦が後楽園球場で行われ巨人が南海を5対1で下して4勝1敗で勝利し、9年連続日本一達成[104]。
- 11月2日 - コミッショナー事務局は1973年度の両リーグの最優秀選手、最優秀新人を発表し、最優秀選手にセ・リーグは巨人の王貞治、パ・リーグは野村克也を選出。最優秀新人はセ・リーグは「該当者なし」、パ・リーグは日拓の新美敏を選出[105]。
- 11月3日 - 広島の監督の別当薫が広島市内の球団事務所を訪れオーナーの松田耕平に対して辞任を申し出て了承される[106]。
- 11月4日 - 広島は新監督に二軍監督の森永勝也が昇格して就任すると発表[107]。
- 11月8日 - 阪神はウィリー・カークランドを自由契約とした[108]。
- 11月17日
  - 日拓は食品会社の日本ハム株式会社へ球団を譲渡することを発表。日本ハムの社長の大社義規が東京・日比谷の帝国ホテルで午後4時より日拓のオーナーの西村昭孝と会い球団買収の契約と調印を行い、午後5時より同ホテルで新球団社長の三原脩、パ・リーグ会長の岡野祐らとともに記者会見を行い、新球団の誕生を正式に発表[109]。
  - 近鉄バファローズは午後3時より大阪市阿倍野区の大阪都ホテルで記者会見を行い、前阪急監督の西本幸雄が新監督に就任したことを発表[110]。
- 11月20日 - 日本プロ野球ドラフト会議が東京・日比谷の日生会館にて午前11時30分より行われ、巨人はドラフト1位で愛知学院大学の小林秀一を指名するが、小林は入団拒否。巨人がドラフト1位指名選手に入団拒否されたのは初[111]。また阪急に1位指名された作新学院高の江川卓も入団拒否を表明[112]。
- 11月23日 - 阪神の権藤正利がファン感謝デーが行われた甲子園球場の監督室で、江夏豊立ち会いのもと監督の金田正泰を殴打[113]。
- 11月26日
  - ヤクルトは午後1時から東京・新橋のヤクルト本社にて打撃コーチの荒川博が新監督に、野球評論家の広岡達朗がコーチに就任すると発表。併せて、ニックネームを「アトムズ」から「スワローズ」へ変更すると発表[114]。
  - 日本ハムの尾崎行雄が東京・六本木の球団事務所を訪れ球団社長の三原脩に体力の限界を理由に引退を申し入れ、了承される[115]。

### 12月
- 12月4日 - 南海はオーナーの川勝伝がコーチの古葉竹識の広島への移籍を了承[116]。
- 12月12日
  - 太平洋の乗替寿好と広島の永射保の交換トレードが成立[117]。
  - 阪神は監督の金田正泰に暴力を振るったとして権藤正利を11月23日付で契約解除したと発表[118]。
- 12月22日 - 野球体育博物館表彰委員会が正午から東京・有楽町の日生会館にて開かれ、天野貞祐・広瀬謙三・内海弘蔵の野球殿堂入りを決定[119]。
- 12月17日 - 日本ハムはファンから公募していたニックネームの選考を行い、「ファイターズ」に決定したと発表。ファイターズは公募では10番目の数だった[120]。
- 12月24日 - 南海はロッテから外山義明を金銭トレードで獲得したと発表[121]。
- 12月26日 - 日本ハムの金田留広とロッテの野村収のトレードが成立したと日本ハム、ロッテ両球団が発表[122]。
- 12月27日 - 太平洋のオーナーの中村長芳はアメリカに所有していた1Aのローダイ・ライオンズを地元の投資家に売却[123]。

## 誕生

### 1月
- 1月8日 - マイク・キャメロン
- 1月10日 - ゲーリー・ラス
- 1月11日 - 高橋郁雄
- 1月15日 - クリストファー・カンバーランド
- 1月18日 - 永田能隆
- 1月22日 - 河原純一
- 1月26日 - 宮下典明

### 2月
- 2月4日 - 石本努
- 2月4日 - 宮内洋
- 2月9日 - 谷佳知
- 2月21日 - 林純次

### 3月
- 3月9日 - アーロン・ブーン
- 3月9日 - クリストファー・ニコースキー
- 3月16日 - 山内泰幸
- 3月24日 - バートロ・コローン
- 3月25日 - ジョディ・ハーラー

### 4月
- 4月2日 - マーク・クルーン
- 4月2日 - 細見和史
- 4月3日 - 大野倫
- 4月5日 - 大塔正明
- 4月5日 - 趙成珉（+ 2013年）
- 4月6日 - 萩原誠
- 4月17日 - 城石憲之
- 4月18日 - 北川哲也
- 4月19日 - 神野信也
- 4月23日 - 中村豊
- 4月25日 - 久保孝之
- 4月28日 - ラファエル・オレラーノ

### 5月
- 5月1日 - 津川力
- 5月3日 - 岡本晃
- 5月4日 - 谷口功一
- 5月6日 - マイク・キンケード
- 5月8日 - 富岡久貴
- 5月15日 - 谷中真二
- 5月24日 - ラモン・オルティズ
- 5月24日 - バートロ・コローン
- 5月26日 - クリス・レイサム
- 5月27日 - 深谷篤
- 5月30日 - 杉田勇

### 6月
- 6月1日 - 林孝哉
- 6月2日 - 岩下修一
- 6月4日 - 石本豊
- 6月4日 - デビッド・ランドクィスト
- 6月5日 - 羽根川竜
- 6月6日 - 根本隆輝
- 6月6日 - 沼田浩
- 6月6日 - 武藤孝司
- 6月7日 - 寺本比呂文
- 6月7日 - 佐々木健一
- 6月8日 - 川越英隆
- 6月9日 - 岡本克道
- 6月16日 - 花島寛己
- 6月17日 - 山田博士
- 6月19日 - 杉本友
- 6月19日 - 薮田安彦
- 6月24日 - トッド・ベッツ
- 6月24日 - ケビン・ホッジス
- 6月26日 - 養父鐵
- 6月29日 - 塩崎真
- 6月29日 - ペドロ・バルデス
- 6月29日 - 朴賛浩
- 6月30日 - 中川申也

### 7月
- 7月2日 - 小坂誠
- 7月11日 - 水田章雄
- 7月17日 - 岸川雄二
- 7月21日 - ブライアン・ブキャナン
- 7月22日 - 斉藤肇
- 7月22日 - 鮫島秀旗
- 7月22日 - マイク・スウィーニー
- 7月23日 - 野村克則（カツノリ）
- 7月23日 - ノマー・ガルシアパーラ
- 7月23日 - 小畑幸司
- 7月24日 - 中村紀洋
- 7月24日 - フェリックス・ペルドモ
- 7月29日 - 門倉健

### 8月
- 8月9日 - 根鈴雄次
- 8月10日 - 鷹野史寿
- 8月11日 - 荒井修光
- 8月15日 - 背尾伊洋
- 8月15日 - 平良和一郎
- 8月20日 - 萩原淳
- 8月21日 - イスマエル・バルデス
- 8月24日 - アルキメデス・ポゾ
- 8月26日 - 舩木聖士
- 8月29日 - 広池浩司

### 9月
- 9月7日 - 熊澤とおる
- 9月8日 - 市原圭
- 9月8日 - ボブ・ウォルコット
- 9月9日 - 石井一久
- 9月11日 - トム・デイビー
- 9月11日 - 林尚克
- 9月14日 - 金鍾国
- 9月15日 - 三井浩二
- 9月16日 - 沢村通
- 9月27日 - 益田大介

### 10月
- 10月2日 - 井手元健一朗
- 10月3日 - 青木和義
- 10月3日 - 品田操士
- 10月5日 - 永池恭男
- 10月5日 - ルイス・ロペス
- 10月5日 - 陳文賓
- 10月13日 - 木立章成
- 10月21日 - ブライアン・コーリー
- 10月22日 - イチロー
- 10月23日 - 清水隆行
- 10月25日 - 小笠原道大
- 10月25日 - 高根澤力
- 10月27日 - ジェーソン・ジョンソン

### 11月
- 11月5日 - ジョニー・デイモン
- 11月7日 - 早川健一郎
- 11月8日 - エドガルド・アルフォンゾ
- 11月18日 - 上田佳範
- 11月20日 - 荒木慶大
- 11月27日 - ジェイソン・ベバリン
- 11月30日 - 藤澤英雄

### 12月
- 12月7日 - 髙木大成
- 12月9日 - トニー・バティスタ
- 12月11日 - アンディ・トレーシー
- 12月13日 - 黒木知宏
- 12月19日 - 川中基嗣
- 12月19日 - 森山一人
- 12月25日 - 三浦大輔
- 12月25日 - 佐藤貞治
- 12月26日 - 松中信彦

## 死去
- 3月22日 - 湯口敏彦（* 1952年）
- 3月26日 - ジョージ・シスラー（* 1893年）
- 7月2日 - チック・ヘイフィー（* 1903年）